# 735 Marghanna
Marghanna (asteróide 735) é um asteróide da cintura principal com um diâmetro de 74,32 quilómetros, a 1,8518381 UA. Possui uma excentricidade de 0,3214867 e um período orbital de 1 646,88 dias (4,51 anos).
Marghanna tem uma velocidade orbital média de 18,02894906 km/s e uma inclinação de 16,87956º.
Esse asteróide foi descoberto em 9 de Dezembro de 1912 por Heinrich Vogt.